# Космін Олерою
Космін Олерою (рум. Cosmin Olăroiu, нар. 10 червня 1969, Бухарест) — румунський футболіст, що грав на позиції захисника. По завершенні ігрової кар'єри — тренер. Тренер року в Румунії 2006 року. Тренер року в ОАЕ (2014, 2016, 2017). Головний тренер збірної ОАЕ.

## Ігрова кар'єра
Народився 10 червня 1969 року в місті Бухарест. Вихованець футбольної школи клубу «Стяуа».
У дорослому футболі дебютував 1989 року виступами за команду «Глорія» (Бузеу), в якій провів три сезони, взявши участь у 56 матчах чемпіонату.
З 1992 року виступав за «Прогресул». Відіграв за бухарестську команду наступні три сезони своєї ігрової кар'єри. Більшість часу, проведеного у складі «Прогресула», був основним гравцем захисту команди.
1995 року уклав контракт з клубом «Університатя» (Крайова), у складі якого провів наступні два роки своєї кар'єри гравця.
З 1997 року три сезони захищав кольори команди клубу «Сувон Самсунг Блювінгз». Граючи у складі «Сувон Самсунг Блювінгз» також здебільшого виходив на поле в основному складі команди, по два рази вигравши чемпіонат Південної Кореї, Кубок ліги і Суперкубок Південної Кореї.
Завершив професійну ігрову кар'єру в японському клубі «ДЖЕФ Юнайтед», за який виступав протягом сезону 2000 року.

## Кар'єра тренера

### Початок кар'єри
У 2000 році почав тренерську кар'єру, очоливши бухарестський «Націонал». Перший сезон під керівництвом Олерою команда завершила на 7 місці, а на наступний рік посіла друге місце в чемпіонаті, випередивши «Стяуа» та «Рапід».
У 2002 році підписав контракт зі «Стяуа», але провівши всього сім матчів, подав у відставку, звинувативши керівництво клубу і гравців у відсутності підтримки. Після відставки повернувся в «Націонал» на посаду генерального менеджера, а в 2003 році знову став головним тренером, змінивши Вальтера Дзенгу.
Взимку 2004 року очолив «Політехніку», привівши з собою ряд гравців з «Націонала». Команда під його керівництвом досягла найкращого результату в історії, посівши 4 місце в чемпіонаті. Тим не менш, у листопаді 2005 року власник «Політехніки» Маріан Янку відправив Олерою у відставку.

### «Стяуа» й успіхи в Європі
Через кілька днів після відставки, новий власник «Стяуа» Джіджі Бекалі запросив його на посаду головного тренера замість Олега Протасова. За підсумками сезону «Стяуа» виграв чемпіонський титул, а також дійшов до півфіналу Кубка УЄФА. Влітку був виграний Суперкубок Румунії, а восени команда пробилася в групову стадію Ліги чемпіонів. За це 2006 року Олерою був визнаний найкращим тренером року в Румунії.

### «Аль-Хіляль»
У червні 2007 року Олерою підписав контракт з «Аль-Хілялем». У 2008 році він підтвердив свою тренерську кваліфікацію, вигравши Кубок наслідного принца і чемпіонат. У лютому 2009 року залишив команду, залишивши її на першому місці в чемпіонаті, вигравши ще один Кубок наслідного принца.

### «Аль-Садд»
У квітні 2009 року підписав дворічну угоду з катарським «Аль-Саддом». У грудні 2010 року оголосив про відхід з клубу відразу після перемоги в Кубку зірок Катару.

### «Аль-Айн»
Влітку 2011 року підписав контракт з «Аль-Айном». Під його керівництвом команда ледь не вилетіла з еміратської Про-ліги, але вже в сезоні 2011/12 завоювала чемпіонський титул. У вересні 2012 року здобула перемогу в Суперкубку ОАЕ.
У сезоні 2012/13 команда повторила успіх, вигравши другий чемпіонський титул поспіль. У червні 2013 року було оголошено про продовження контракту з тренером ще на два роки, однак 1 липня 2013 року Олерою покинув команду.

### «Аль-Аглі»
6 липня 2013 року очолив дубайське «Аль-Аглі», підписавши контракт на три роки. 30 серпня здобув перемогу над своїм колишнім клубом у матчі за Суперкубок Еміратів. У квітні 2014 року команда завоювала чемпіонський титул, який для Олерою став третім поспіль. Йому був вручений приз Тренеру року.
У 2015 році команда дійшла до фіналу Ліги чемпіонів АФК, де поступилася китайському «Гуанчжоу Евергранд».
У сезоні 2016/2017 року Олерою став одним із найоплачуваніших тренерів у світовому футболі, заробляючи суму в 6,5 мільйонів євро щорічно. У грудні 2017 року покинув клуб.

### Саудівська Аравія
15 грудня 2014 року було оголошено про те, що Олерою очолить збірну Саудівської Аравії на Кубку Азії 2015. Під його керівництвом команда поступилася в товариських матчах Бахрейну і Південній Кореї. Фінальний турнір Кубка Азії склався невдало — у трьох матчах була здобута одна перемога і саудівська команда відправилася додому після групового етапу. Після цього Олерою повернувся до роботи в клубі.

## Титули і досягнення

### Як гравця
«Сувон Самсунг Блювінгз»
- Чемпіон Південної Кореї: 1998, 1999
- Володар Кубка південнокорейської ліги: 1999, 2000
- Володар Суперкубка Південної Кореї: 1999, 2000

### Як тренера
«Стяуа»
- Чемпіон Румунії: 2005/06
- Володар Суперкубка Румунії: 2006

 «Аль-Хіляль»
- Чемпіон Саудівської Аравії: 2007/08
- Кубок наслідного принца: 2007/08, 2008/09

 «Аль-Садд»
- Володар Кубок зірок Катару: 2010

 «Аль-Айн»
- Чемпіон ОАЕ: 2011/12, 2012/13
- Володар Суперкубка ОАЕ: 2012

 «Аль-Аглі»
- Чемпіон ОАЕ: 2013/14, 2015/16
- Володар Кубка ліги ОАЕ: 2013/14, 2016/17
- Суперкубок ОАЕ: 2013, 2014, 2016

 «Цзянсу»
- Чемпіон Китаю: 2020

 «Шарджа»
- Володар Кубка Президента ОАЕ: 2021/22, 2022/23
- Володар Суперкубка ОАЕ: 2022

### Індивідуальні
- Тренер року в Румунії: 2006
- Тренер року в ОАЕ: 2014, 2016, 2017